# Эскалада, Луис Мигель
Лу́ис Миге́ль Эскала́да (исп. Luis Miguel Escalada; род. 27 февраля 1986 в Сересе, Аргентина) — аргентинский футболист, игравший на позиции нападающего.

## Клубная карьера
Луис Мигель — воспитанник академии «Боки Хуниорс». Вместе с Фернандо Гаго на него возлагали большие надежды. 5 декабря 2004 года он дебютировал в аргентинской Примере в матче против «Кильмеса». Тем не менее, его игра не была признана удовлетворительной, и он отправился играть в аренду в Эквадор.
В этой стране, играя за «Эмелек», он стал лучшим бомбардиром чемпионата Эквадора 2006 года с 29-ю голами. В следующем году он перешёл в ЛДУ Кито, где стал чемпионом Эквадора и вторым бомбардиром турнира с 16-ю голами, на один меньше, чем у соотечественника Хуана Карлоса Феррейры.
В 2008 году нападающий перешёл в бразильский «Ботафого». Однако, он часто подвергался критике за свой лишний вес. Там он дебютировал 6 февраля в матче чемпионата штата Рио-де-Жанейро против «Кабофриенсе». После трёх матчей без голов он Луис Мигель поиграл в аренде в аргентинских «Химнасии и Эсгриме» из Хухуя и «Ньюэллс Олд Бойз».
В 2009 году он отправился в американский MLS в «Реал Солт-Лейк», где стал обладателем Кубка MLS. В 2010 году он вернулся в чемпионат Эквадора, на этот раз в «Депортиво Куэнка», где он забил 16 голов в 40 встречах. В 2011 году он отправился в перуанский «Спортинг Кристал». 13 февраля Луис Мигель дебютировал в чемпионате Перу в матче с «Мельгаром». В 7 матчах он забил всего 2 гола, после чего отправился в аренду в эквадорскую «Манту». Там он выступил лучше, записав на свой счёт 9 мячей в 18 встречах.
В 2012 году он отправился в «Депортиво Кито», но, из-за недостаточного количества игрового времени, перешёл в венесуэльский «Депортиво Тачира», а в 2013 году вернулся в «Манту», где в чемпионате Эквадора сыграл в 42 матчах и отличился 10 раз.
В 2014 году Луис Мигель вернулся в «Эмелек» . 15 марта его дубль принёс победу над ЛДУ Лоха со счётом 2:1 в матче чемпионата Эквадора. Также он отметился дублем в ворота «Леона» в матче второго этапа Кубка Либертадорес, в котором его команда одержала победу со счётом 2:1, и забил по голу в матчах против «Фламенго» и «Боливара», которые «Эмелек» проиграл со счётом 1:3 и 1:2, соответственно.

## Титулы
Командные
 ЛДУ Кито
- Чемпион Эквадора: 2007

 Реал Солт-Лейк
- MLS: 2009

Индивидуальные
 Бока Хуниорс
- Лучший бомбардир Punto Cup (до 18-ти лет): 2004

 ЛДУ Кито
- Лучший бомбардир Серии A: 2006